# Chrüppel
Chrüppel är en bergstopp i Liechtenstein. Den ligger i den södra delen av landet, 5 km sydost om huvudstaden Vaduz. Toppen på Chrüppel är 1 707 meter över havet. Den högsta punkten i närheten är Heubüal, 1 936 meter över havet, 1,1 km söder om Chrüppel.